# Лашхия, Климентий Ражденович
Климентий Ражденович Лашхия (груз. კლიმენტი ლაშხი; род. 20 декабря 1940, Одиши, Самегрело — Земо-Сванети) — советский хозяйственный и государственный деятель, лауреат Государственной премии СССР за выдающиеся достижения в труде.

## Биография
Родился в 1940 году в селе Одиша Зугдидского района. Член КПСС.
В 1960—1991 — механизатор Цаленджихского чайного совхоза Зугдидского района Грузинской ССР.
За выдающиеся достижения в труде, освоение и внедрение комплексной механизации при возделывании технических, овощных, плодовых культур, картофеля и получение высоких устойчивых урожаев был в составе коллектива удостоен Государственной премии СССР за выдающиеся достижения в труде 1975 года.
Делегат XXV съезда КПСС.
Жил в Грузии.

## Награды
- Орден Ленина (дважды)